# Gerhard Launer

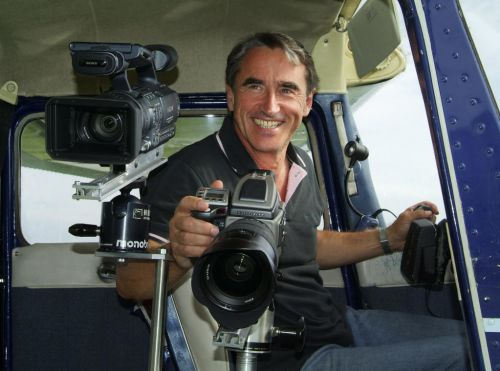
Luftbildfotograf und Pilot Gerhard Launer

Gerhard Launer (* 8. Januar 1949 in Werneck, Landkreis Schweinfurt, Unterfranken) ist einer der bekanntesten deutschen  Luftbildfotografen.

## Leben
Gerhard Launer wurde 1949 in Werneck geboren. Als Kind erhielt er Geigenunterricht und wurde im Alter von 9 Jahren von dem weltberühmten Solisten und  Violinpädagogen Tibor Varga zu einem 3-monatigen Aufenthalt in die Schweiz eingeladen. Mit 14 begann er ein Studium im Fach Violine am Konservatorium Würzburg. Infolge eines Unfalls musste er sein Ziel, Musiker zu werden, aufgeben.
Während des Studiums zum Diplom-Grafik-Designer erlangte er die Privatpilotenlizenz – später die Berufspilotenlizenz; er verband somit seine Interessen Fotografie und Fliegen und machte sie zu seinem Beruf: Luftbildfotograf.
Seine Leidenschaft gilt den Besonderheiten und Strukturen in der Natur, die man vom Boden aus nicht sehen kann. So entstehen seine „künstlerischen Fotos“, die in Kalendern und Büchern veröffentlicht werden. Mit seinen Kalendern „Strukturen“ und  „Wind, Wasser, Wellen“ errang er 1996 auf  der Buchmesse Frankfurt einen 1. und einen 2. Preis, vergeben durch den Börsenverein des Deutschen Buchhandels. 2003 wurde Gerhard Launer in der Fernsehsendung Galileo auf  ProSieben vorgestellt, um zu erklären, wie Luftbildaufnahmen entstehen. 
Im Frühjahr 2004 erschien im Knesebeck-Verlag sein erstes Buch mit dem Titel  Deutschland von oben – Tag für Tag. Weitere Bücher folgten. Im Mai 2005 wurde Gerhard Launer in der Illustrierten Stern mit seinen Bildern „So schön ist Deutschland“ vorgestellt.

## Gerhard Launer WFL-GmbH
Die Gerhard Launer WFL-GmbH in Rottendorf bei Würzburg ist seit 1976 im Bereich der Luftbildfotografie (Schrägbild) tätig. Mit zwei eigenen Flugzeugen und Spezial-Luftbildkameras (analog: Linhof-Aerotechnica, Aufnahmeformat 4 × 5 inch; digital: Hasselblad HD2, Auflösung 39 Mio. Pixel), wurden nahezu jede Stadt, jede Ortschaft, Landschaften und Sehenswürdigkeiten in Deutschland fotografiert. Außerdem befinden sich in ihrem Archiv Luftbildaufnahmen aus dem Ausland, vornehmlich aus den USA.
Eine eigene digitale Bearbeitung und ein Labor ermöglichen es, Bilder (sowohl als Aufsichtsvorlage, wie auch als Großdias) herzustellen.

## Werke

### Bücher
- Deutschland von oben – Tag für Tag: Verlag Knesebeck, München 2004, Gerhard Launer und Rainer Greubel, Mit 365 farbigen Abbildungen, ISBN 978-3-89660-209-1.
- Bayern von oben: Verlag Knesebeck, München 2005, Gerhard Launer, Mit 100 farbigen Abbildungen, ISBN 978-3-89660-260-2.
- Hessen von oben: Verlag Knesebeck, München 2005, Gerhard Launer, Mit 100 farbigen Abbildungen, ISBN 978-3-89660-320-3.
- Höhenflüge – Der Rems-Murr-Kreis von oben: Silberburg-Verlag, 2005, Gerhard Launer und Teja Banzhaf, 96 Seiten, ISBN 978-3-87407-674-6.
- Norddeutschland von oben: Verlag Knesebeck, München 2006, Gerhard Launer, Mit 100 farbigen Abbildungen, ISBN  978-3-89660-353-1.
- Deutschland von oben – für Kinder erzählt: Verlag Knesebeck, München 2007, Gerhard Launer und Manfred Mai, ISBN 978-3-89660-461-3.
- Deutschland. Eine Luftbildreise: Ellert & Richter Verlag, Hamburg 2010, Gerhard Launer, Mit 91 farbigen Abbildungen, dreisprachig, ISBN 978-3-8319-0411-2.
- Weltnaturerbe Wattenmeer. Eine Luftbildreise: Ellert & Richter Verlag, Hamburg 2010, Gerhard Launer und Holger Schulz, Mit 69 farbigen Abbildungen, ISBN 978-3-8319-0413-6.
- Baden-Württemberg. Eine Luftbildreise,  Ellert & Richter Verlag 2010.
- Hessen von oben, Ellert & Richter Verlag 2011.
- Das unbekannte Deutschland, Ellert & Richter Verlag 2012.
- Deutschlands Städte. Entdeckungen von oben. Frederking & Thaler, München 2013, ISBN 978-3-89405-996-5.
- Deutschland/Germany/Allemagne, Ellert & Richter Verlag 2013.

### Kalender
- Wind, Wasser, Wellen: Aerographie ’97, Verlag Dipla, 1997, Gerhard Launer, ISBN 3-932008-75-8.
- Strukturen: Aerographie ’97, Verlag Dipla, 1997, Gerhard Launer, ISBN 3-932008-73-1.
- Kalender Girls: Scheiner Druck und Gerhard Launer, 2004, Benefizkalender.
- Deutschland aus der Luft: Heye, 2005, ISBN 3-8318-2025-2.
- Die Welt von oben: Verlag Palazzi, 2005, ISBN 3-936421-27-7.
- Deutschland von oben: Verlag Knesebeck, 2006.
- Deutschland von oben: Verlag Knesebeck, 2007.
- Deutschland von oben: Verlag Knesebeck, 2008.
- Bayern von oben: Verlag Knesebeck, 2006.

## Presse
- Photo Technik International: November/Dezember, Nr. 6/98.
- Chip Foto-Video: August 2004.
- Deutschland: Nr. 4/2004, August/September, D7999F.
  - "Deutschland" Online - Momente
- Stern Nr. 21 am 13. Mai 2004
  - Stern.de - Warum in die Ferne schweifen?
  - Stern.de - Deutschland: Traumhafte Luftbilder
- Viva: Nr. 11(217), 19. Mai 2005.
- Galileo: Sendung auf ProSieben, 2 Beiträge über Launer, wird auch immer wieder auf  N24 ausgestrahlt.